# Líbímseti.cz
Líbímseti.cz je internetový zábavní portál, který je zaměřen zejména na službu seznamky s ostatními uživateli. Vedle toho nabízí například hodnocení fotografií, diskuzní fóra, chat, blogy, horoskopy a vlastní magazín Magazin.cz. Největší popularity dosáhl web v roce 2008, kdy činila návštěvnost 270 tisíc unikátních uživatelů denně. V dalších letech popularita klesala hlavně v důsledku nárůstu popularity Facebooku.

## Princip seznamování uživatelů
Pokud se chce uživatel seznámit, kliknutím myši projeví zájem o seznámení se s druhým uživatelem. Ten se o tom dozví po přihlášení do svého vlastního profilu a zájem může buď opětovat, nebo odmítnout. V případně zájmu obou uživatelů se tento fakt promítne do stránky tzv. hotových párů. Server nabízí i odesílání přímých krátkých vzkazů mezi uživateli.

## Další funkce
Server nabízí i funkci videochatu. Jedná se o klasický chat obohacený o možnost sledování ostatních uživatelů (i několik najednou) prostřednictvím webové kamery.
Server dále nabízí své vlastní internetové rádio se čtyřmi hudebními streamy, kterými jsou žánry pop, rock, dance a hip hop; tyto streamy jsou doplněné pořady moderátorů. Rádio funguje na vlastním systému Radio Master, který se stará o kompletní management a odbavování hudby za pomoci dramaturgů nebo automatu.

## LibimsetiLife
Pod vizitkou LibimsetiLife tento server pořádá seznamovací párty ve větších českých městech. Na těchto akcích pak mají uživatelé pomocí jmenovek možnost poznat své virtuální přátele osobně. Je zde možnost certifikací, zakoupení reklamních předmětů a dalších interaktivních činností.

## Historie
- 2002 – spuštění první verze Libimseti.cz
- 2006 - nová verze, přinesla kompletní grafické přepracování spolu s novými službami
- říjen 2010 - server byl prodán nejmenované skupině investorů[2]